# گهکا میتر
گهکا میتر یک روستا در فاصله دو کیلومتری شرق وزیرآباد، پاکستان در ناحیه گوجرانوالا، پنجاب، پاکستان است. این روستا حدود ۱۳٫۰۰۰ نفر جمعیت دارد.